# جسیکا شوارتس
جسیکا شوارتس (به آلمانی: Jessica Schwarz) (زادهٔ ۵ مهٔ ۱۹۷۷) یک هنرپیشه اهل آلمان است.

## گزیده آثار
فیلم
- ۲۰۰۴: بهار سرد
- ۲۰۰۶: لولو
- ۲۰۰۶: عطر: قصه یک آدمکش (فیلم)
- ۲۰۰۷: غیرممکن‌های تو
- ۲۰۰۹: در
- ۲۰۱۱: مرگ یک ابرقهرمان

مجموعه تلویزیونی
- ۲۰۲۰: هکرهای زیستی (فصل اول و دوم)